# 583 Klotilde
Klotilde (asteroide 583) é um asteroide da cintura principal com um diâmetro de 81,64 quilómetros, a 2,6570338 UA. Possui uma excentricidade de 0,1619588 e um período orbital de 2 062 dias (5,65 anos).
Klotilde tem uma velocidade orbital média de 16,72734028 km/s e uma inclinação de 8,25067º.
Esse asteroide foi descoberto em 31 de Dezembro de 1905 por Johann Palisa.